# Ulvi
Ulvi est un village de la Commune d'Avinurme du Comté de Viru-Est en Estonie. Sa population est de 274 habitants.